# Lomo del Carretón
Lomo del Carretón este o arie protejată (arie specială de conservare — SAC, sit de importanță comunitară — SCI) din Spania întinsă pe o suprafață de 248,5 ha, integral pe uscat.

## Localizare
Centrul sitului Lomo del Carretón este situat la coordonatele 28°08′47″N 17°19′03″W / 28.1464°N 17.3175°V.

## Înființare
Situl Lomo del Carretón a fost declarat sit de importanță comunitară în octombrie 1999 pentru a proteja 2 specii de plante. Situl a fost protejat și ca arie specială de conservare în ianuarie 2010.

## Biodiversitate
Situată în ecoregiunea , aria protejată conține 6 habitate naturale: Păduri macaroneziene de dafin (Laurus, Ocotea), Plantații de palmieri Phoenix, Pante stâncoase silicioase cu vegetație casmofită, Tufărișuri termo-mediteraneene și de pre-deșert, Păduri endemice cu Juniperus spp., Pajiști macaroneziene cu vegetație endemică.
La baza desemnării sitului se află mai multe specii protejate de  plante (2): Aeonium saundersii, euphorbia bourgaeana (Euphorbia bourgeana).